# Insulare Buchmalerei

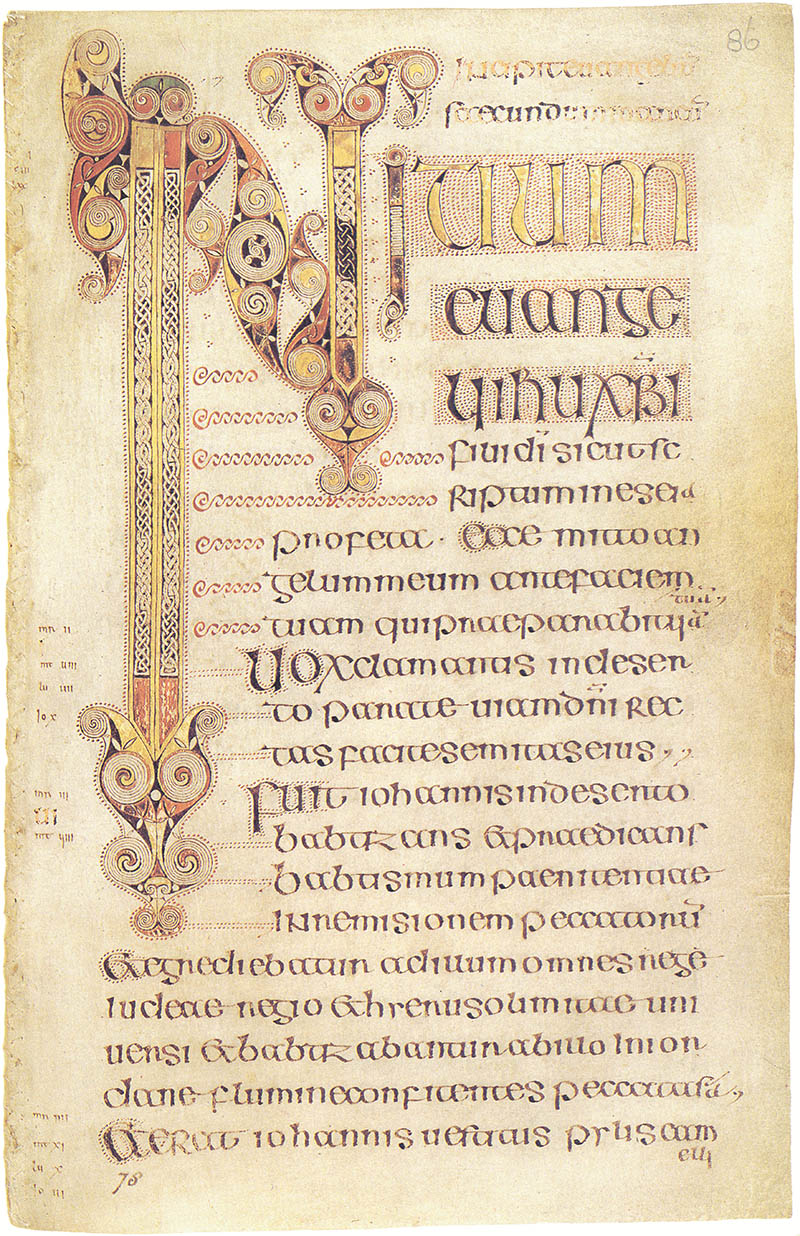
Book of Durrow (um 700, Anfang des Markus-Evangeliums)

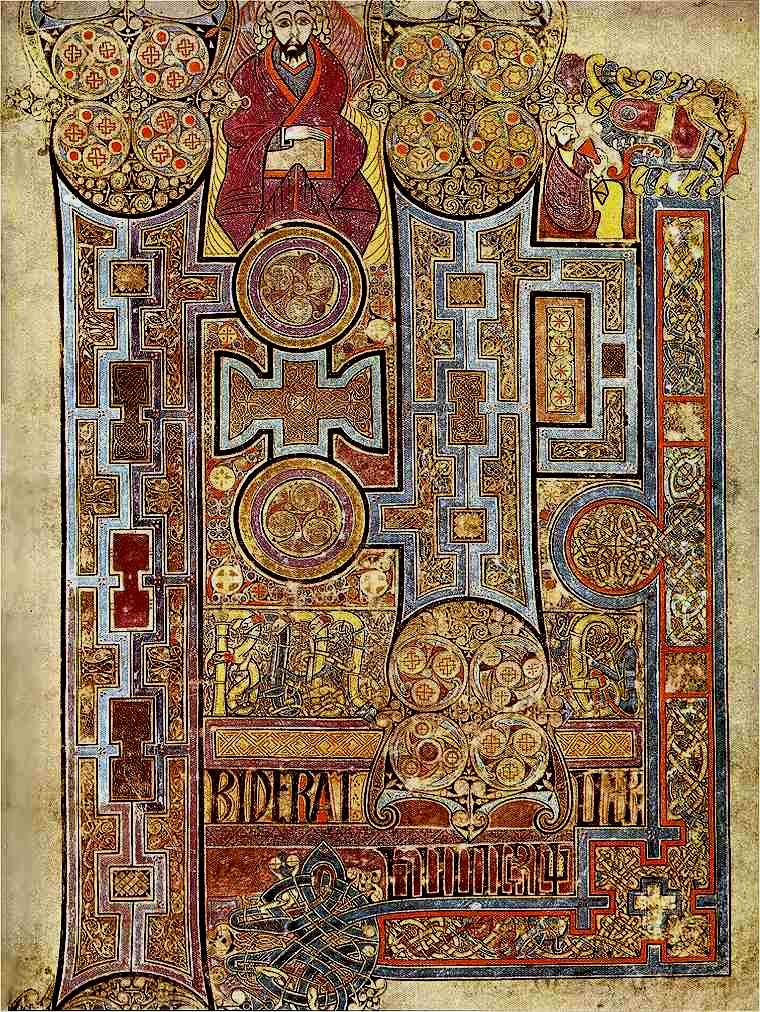
Book of Kells (um 800, Anfang des Johannes-Evangeliums, In principio erat verbum)

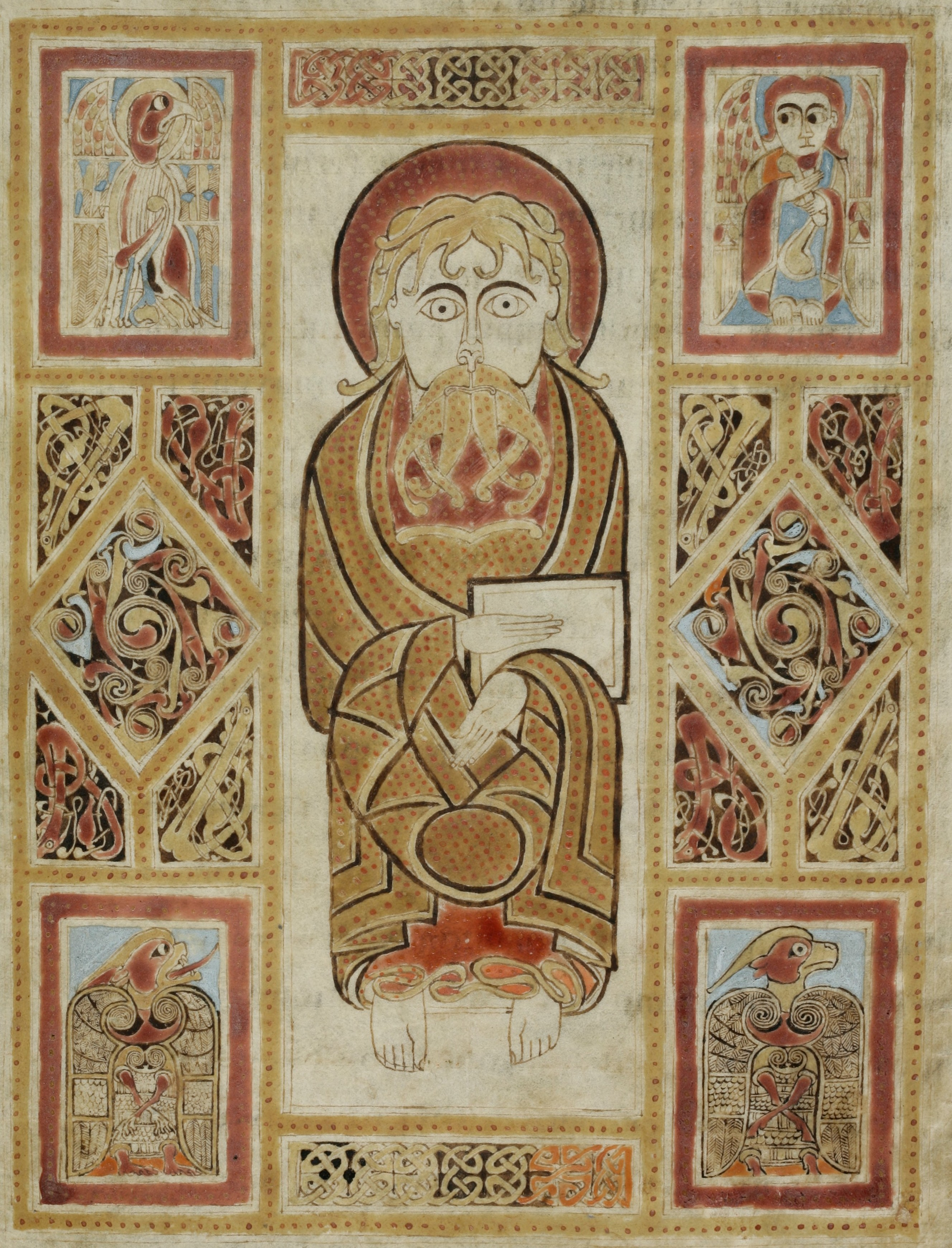
Der Codex St. Gallen 51 wurde von irischen Mönchen auf dem Festland geschaffen (St. Gallen, 8. Jahrhundert, Markus der Evangelist)

Als insulare Buchmalerei wird ein Stil der Buchmalerei bezeichnet, der sich seit der Christianisierung im 6. Jahrhundert in Irland und in dem von dort aus missionierten Northumbrien bildete.
Während im Zentrum des untergehenden Weströmischen Reiches die spätantike Buchmalerei auf bescheidenem Niveau fortlebte und in die merowingische überging, entwickelte sich an der äußersten Peripherie Europas, fernab der Wirren der Völkerwanderungszeit und außerhalb der früheren römischen Zivilisation, ein unverwechselbarer, eigenständiger Illustrationsstil.

## Entwicklung der insularen Buchmalerei
Die insulare Buchmalerei verband besonders in der Ausgestaltung der Initialen den germanischen Tierstil und die Ornamentik des einheimischen keltischen Kunsthandwerks, wie das Knotenmuster, mit der Halbunziale und dem Flechtband der Antike. Die hochkomplexen, vielfach verschlungenen und die gesamte Seite ausfüllenden Ornamente vereinnahmten die kalligraphisch ebenfalls meisterliche Schrift bis zur Unlesbarkeit und dominierten auch die relativ seltenen figürlichen Darstellungen, bei denen es sich meist um die Evangelisten handelt. Diese fixieren fast immer frontal und streng symmetrisch den Betrachter, ihre Gewänder sind hochabstrahierte Geflechte. Bei fast allen insularen Handschriften handelt es sich um Evangeliare.
Durch die Perfektion der im Gegensatz zur merowingischen Kunst frei gezeichneten Ornamentik zählen die erhaltenen insularen Prachthandschriften – überwiegend Evangeliare – zu Höhepunkten der Buchmalerei aller Zeiten. Den Beginn der irischen Buchmalerei markiert um 625 der sogenannte „Catach“ des heiligen Columban von Iona. Um 700 entstand in Irland oder Northumbria das Book of Durrow, das Anklänge an die Spätantike zeigt, und zwischen 715 und 721 das Book of Lindisfarne im gleichnamigen Kloster. Das späteste und prächtigste Werk ist das um 800 entstandene Book of Kells. Weniger anspruchsvoll waren die für wandernde Missionare gefertigten kleinformatigen sogenannten „Taschenevangeliare“, wie das Cadmug-Evangeliar aus dem achten Jahrhundert, die wahrscheinlich manufakturhaft in großer Zahl hergestellt wurden.
Eine andere Schule in dem Doppelkloster Wearmouth-Jarrow tradierte dagegen vorlagengetreu spätantike Vorbilder. Das Hauptwerk dieser Richtung ist der Codex Amiatinus (vor 716). Im Süden Englands war Canterbury das Zentrum der römischen Mission. Beispiele hier entstandener illustrierter Handschriften sind der Vespasian-Psalter um 735 und der Stockholmer Codex Aureus um 750.
Der europäische Kontinent wurde in besonderem Maße von Irland und Südengland aus missioniert. In ganz Frankreich, Deutschland und sogar in Italien entstanden im sechsten und siebten Jahrhundert Klöster mit irischen Mönchen, die sogenannten Schottenklöster. Zu diesen zählten Annegray, Luxeuil, St. Gallen, Fulda, Würzburg, Regensburg, Echternach und Bobbio. Über diesen Weg gelangten zahlreiche illuminierte Handschriften auf das Festland und hatten besonders in Schrift und Ornamentik starken Einfluss auf die jeweiligen regionalen Formensprachen. Um 690 entstand das Evangeliar des heiligen Willibrord, das dieser mit ins Kloster Echternach brachte. Weitere Evangeliare wurden in Trier (um 730) und St. Gallen (um 750) illustriert. Während in Irland wegen der Überfälle der Wikinger ab Ende des achten Jahrhunderts die Buchproduktion weitgehend zum Erliegen kam, entstanden auf dem Festland noch einige Jahrzehnte illuminierte Handschriften in irischer Tradition. In ottonischer Zeit sollte die insular geprägte Buchmalerei als Inspirationsquelle erneut rezipiert werden.

### Einzelne Handschriften
- Cadmug-Evangeliar im Bildindex der Kunst und Architektur
- Cadmug-Evangeliar auf den Seiten des Bistums Fulda